# Tremellia spurca
Tremellia spurca är en insektsart som beskrevs av Carl Stål 1877. Tremellia spurca ingår i släktet Tremellia och familjen syrsor. Inga underarter finns listade i Catalogue of Life.